# Mitanni

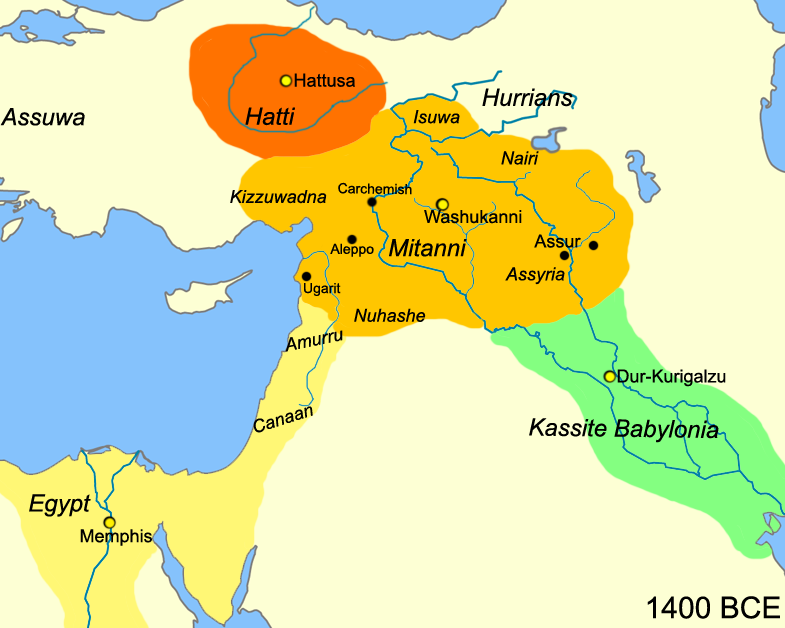
Mapa Bliskiego Wschodu ok. 1400 r. p.n.e.

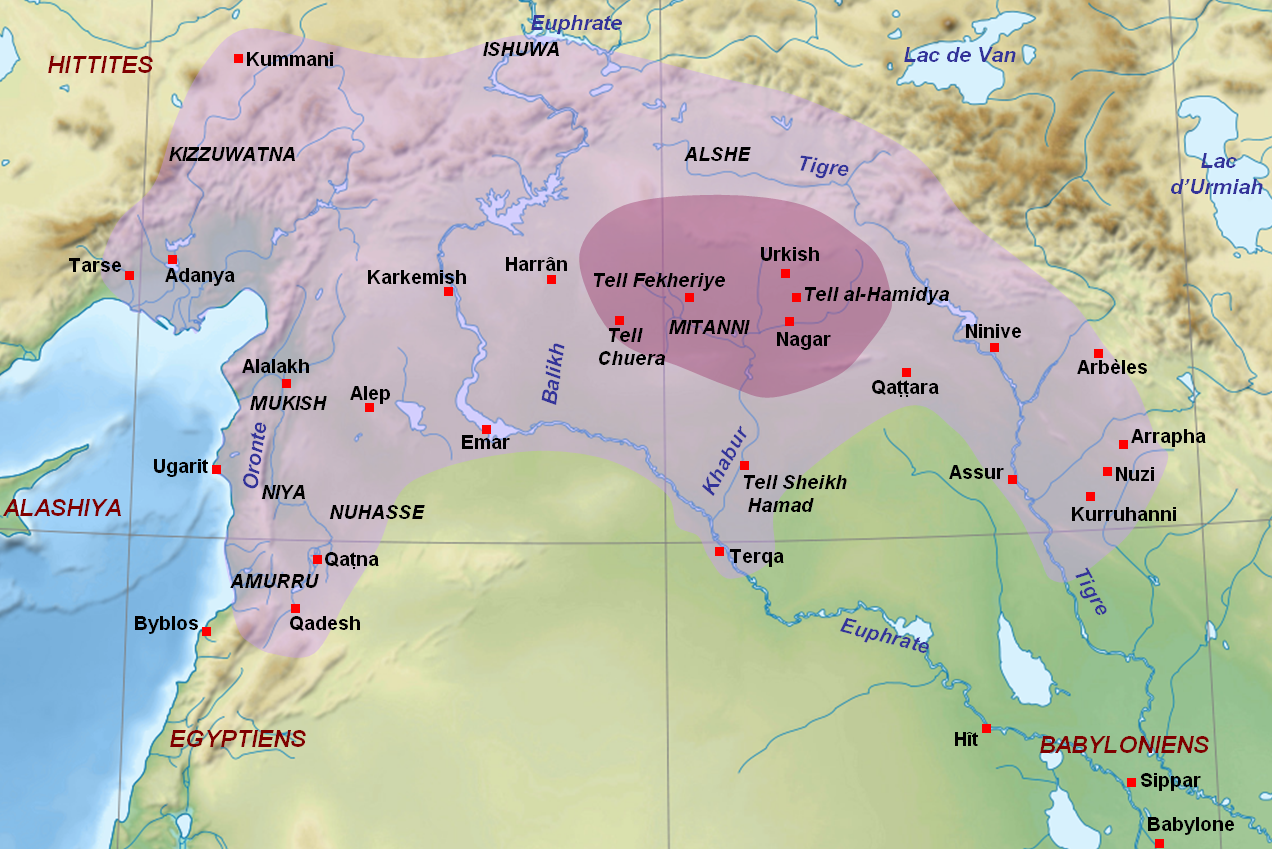
Zasięg terytorialny królestwa Mitanni w okresie jego największego rozwoju (początek XV w. p.n.e.).

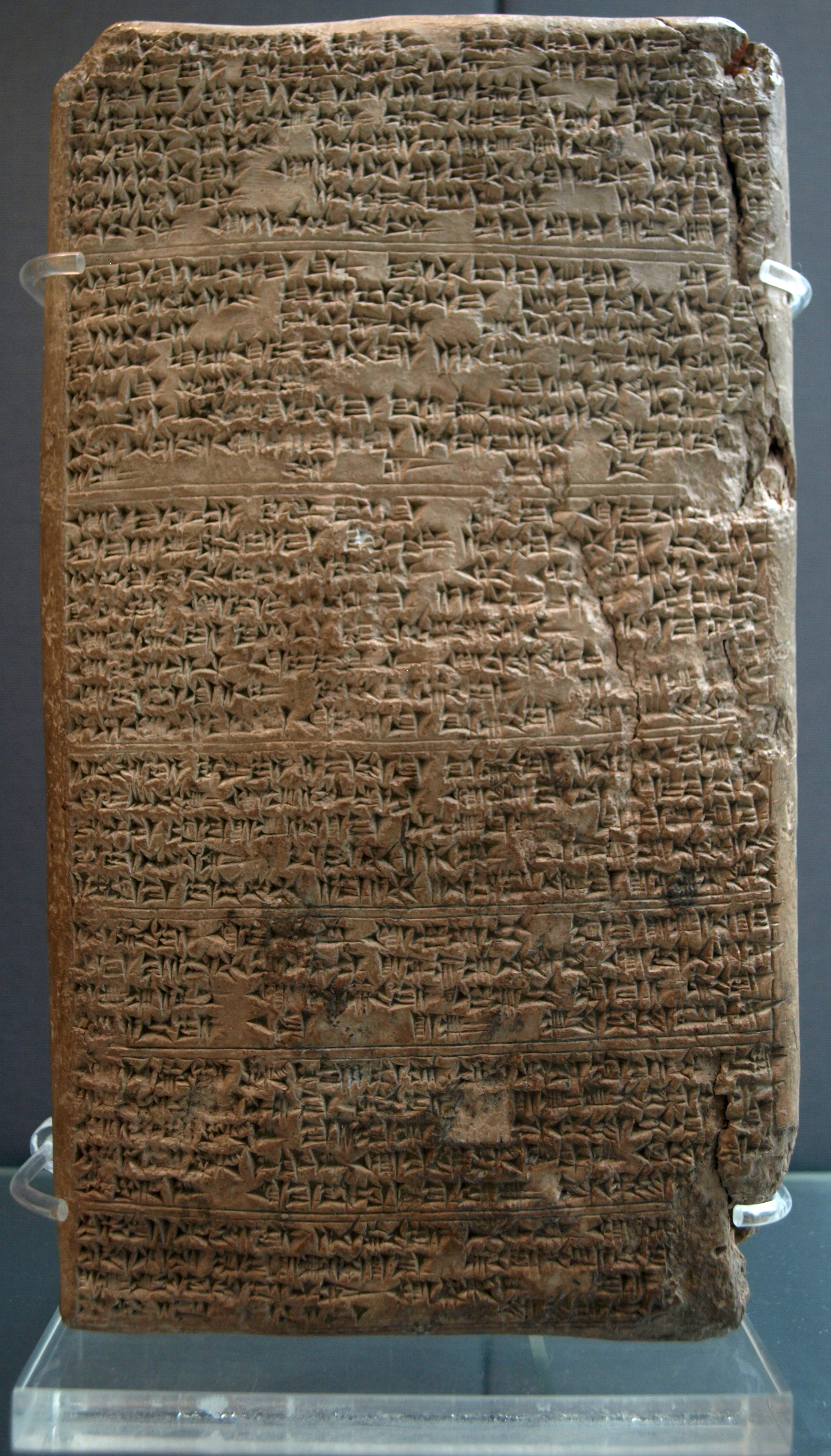
Tabliczka z listem Tuszratty do Amenhotepa III z propozycją małżeństwa faraona z Taduhepą; jeden z listów z Amarny; ok. 1350 p.n.e.

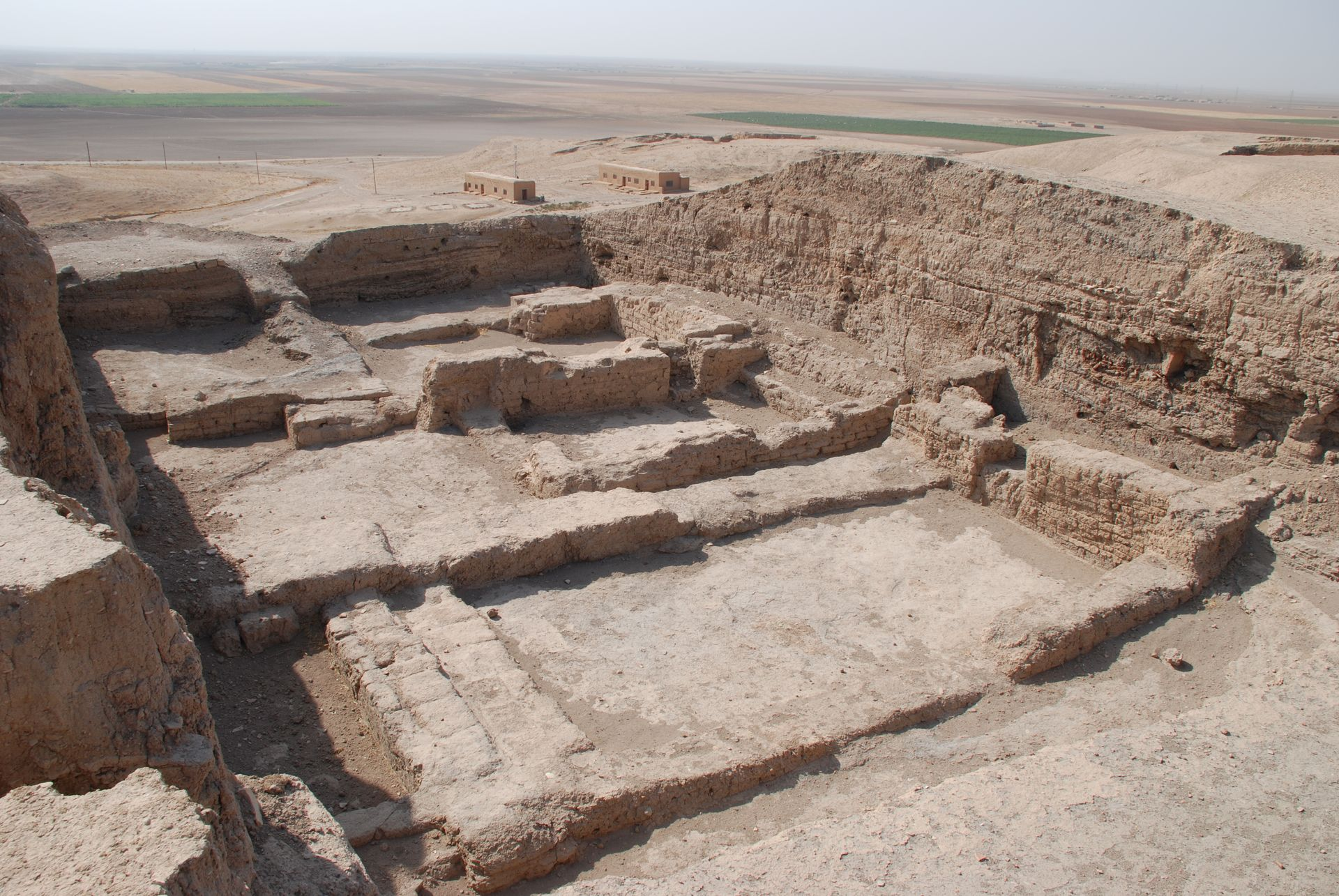
Pozostałości mitannijskiego pałacu w mieście Nagar (obecnie stanowisko archeologiczne Tell Brak w Syrii).

Mitanni – starożytne państwo założone przez Hurytów w północnej Mezopotamii i północnej Syrii w II tysiącleciu p.n.e. ze stolicą w Waszuganni (dotąd nie zidentyfikowana).

## Historia
Dzieje Mitanni nie są dobrze znane, ponieważ informacje o nim można czerpać tylko ze znalezisk archeologicznych i starożytnych przekazów, które przeważnie dotyczą dziejów Asyrii, Hetytów czy Babilonii i tylko wspominają o kraju Hurytów. Cenne są opisy biblijne oraz teksty znalezione w Egipcie (np. listy z Amarna). W konsekwencji wiele faktów, w szczególności chronologia Mitanni, budzi spore kontrowersje pomiędzy historykami i poglądy poszczególnych badaczy często są ze sobą sprzeczne.
Mitanni, jak wiele innych państw starożytnego Bliskiego Wschodu, powstało w wyniku wędrówki ludów w XIX–XVI w. p.n.e. Około 1800–1700 roku p.n.e. plemiona huryckie zamieszkujące Wyżynę Armeńską zaczęły ekspansję na południe. Przez wieki zajmowały coraz większe połacie Azji Mniejszej oraz północnej Mezopotamii i Syrii.
Na początku XVI w. p.n.e. hetycki król Mursilis I zniszczył Halab (Aleppo) – stolicę amoryckiego państwa Jamhad, pokonał Mitanni oraz doprowadził w wyniku najazdu do wygaśnięcia dynastii Hammurabiego w Babilonie. Po powrocie do Anatolii został zamordowany przez swego szwagra Hantili I, który zajął tron. Niedługo potem najazdy Hurytów i wewnętrzne problemy państwa spowodowały jego skurczenie się do rejonów wokół stolicy. Państwo Hetytów na pewien czas zostało uśpione. O tym, co działo się później, brak wzmianek – aż do połowy XV w. p.n.e. Wpływami w Mezopotamii podzieliło się kilka państw: powoli odbudowujący się Hetyci, potężni lecz uśpieni Egipcjanie oraz Elamici, Kasyci i lud Arzawa. Mitanni władało ogromnymi ziemiami, obejmującymi północną Mezopotamię, Lewant i Asyrię – wówczas niewielkie państwo zajmujące obszary wokół miast Aszur i Niniwa, które musiało uznać zwierzchność huryckich królów.
Po zjednoczeniu Egiptu faraonowie przystąpili do poszerzania jego granic. Totmes I podbił Palestynę oraz ziemie położone dalej na północ, łączące Egipt z Lewantem, aż do granic obszaru zwanego Kizzuwatna. Na drodze Egiptowi stanęło odrodzone państwo Mitanni (w 1480 roku p.n.e. było już zjednoczone pod wodzą króla Parattarny), które następnie w latach 1450–1350 p.n.e. osiągnęło szczyt swojej potęgi i zasięgu terytorialnego. Władcą obszaru najechanego przez Egipcjan był król Idrimi – wasal Parattarny. Najprawdopodobniej najazd  wojsk egipskich spowodował ucieczkę króla Idrimiego z jego rodzinnego Aleppo, opisaną na inskrypcji znalezionej w Alalach. Dopiero po latach tułaczki Idrimi osiadł w Alalach, zostając tam królem z nadania Parattarny. Za panowania Totmesa IV (1397–1388 p.n.e.) Mitanni i Egipt nawiązały sojusz, utwierdzony przez królewskie małżeństwa. Dalsze dzieje Mitanni łączą się dość ściśle z dziejami Egiptu. By zacieśnić wzajemne stosunki, często zawierano małżeństwa między rodami królewskimi. Wiadomo na przykład, że faraon aż siedem razy prosił Artatamę I o rękę jego córki, nim ten odpowiedział. W 1381 roku p.n.e. świętowano zaślubiny Amenhotepa III z Giluhepą – córką Szuttarny II, syna Artatamy I. Potem wyszła za niego również Taduhepa. Jej ojciec Tuszratta (syn Szuttarny) chciał, by faraon w zamian za nią przysłał mu posąg córki odlany ze złota – dla złagodzenia tęsknoty. Gdy panowanie w Egipcie rozpoczął Echnaton, Taduhepa przeszła do jego haremu.
Koniec potęgi Mitanni nastąpił, gdy Artatama II (zapewne brat Tuszratty) nie zgodził się, by Tuszratta zajmował dłużej tron (objęty zresztą po niewyjaśnionej śmierci ich brata Artaszumary). Był jednak zbyt słaby, by móc cokolwiek zdziałać przeciwko władcy. Sprzymierzył się zatem z Hetytami oraz Asyryjczykami. Egipt po śmierci Echnatona był zajęty sprawami wewnętrznymi, a władca Babilonu ożenił się z córką króla Hetytów. Pozbawiony wsparcia Tuszratta został zamordowany. W wyniku skomplikowanych sporów o władzę między potomkami Tuszratty i Artatamy II Mitanni uległo podziałowi pomiędzy Asyryjczyków i Hetytów ok. 1350 r. p.n.e. Asyryjska część Mitanni, znana w tekstach pod nazwą Hanigalbat, zachowała częściową niezależność. Po powstaniu, które miało miejsce około 1270 p.n.e., księstwo Hanigalbat nad Chaburem zostało podbite przez Salmanasara I i zamienione w prowincję Asyrii. 

## Powiązania aryjskie i indoirańskie
Interesujące są aryjskie powiązania Mitanni.
- Niektóre imiona władców (co być może dotyczy też ludzi z niższych warstw, o których jednak odnalezione teksty nie wspominają) zdecydowanie mają pochodzenie indo-aryjskie: Tuszratta – „ten, którego rydwan szaleńczo mknie naprzód”, Artatama – „ten, którego mieszkaniem jest sprawiedliwość”, Szattiwaza – „zdobywający łupy”.
- Aryjskie imiona arystokracji (z dokumentów mitannijskich, spisanych w języku akadyjskim): Indrota, Subandhu, Purusa, Sauksatra, Sutarana[1].
- Również mitannijscy bogowie przypominali (przynajmniej imionami) bogów aryjskich. I tak zdecydowanie indoirański bóg Mitra otrzymał huryckie imię „Mitrasil”, Waruna – „Arunasil”, Indra – „Indar”, Natsajasa – „Nsattjana”. Traktat, zawarty około 1350 r. p.n.e. z Hetytami, wskazuje na właśnie takich trzech rygwedyjskich bogów oraz wymienia czwarte imię Nasatja[1].

## Władcy Mitanni
- Parattarna I
- Kirta (1500–1490 p.n.e.)
- Szuttarna I (1490–1470 p.n.e.)
- Parsatatar (1450–1440 p.n.e.)
- ? Parattarna II
- Szausztatar (1440–1410 p.n.e.)
- ? Parattarna II
- Artatama I (1410–1400 p.n.e.)
- Szuttarna II (1400–1385 p.n.e.)
- Artaszumara (1385–1380 p.n.e.)
- Tuszratta (1380–1350 p.n.e.)
- Szuttarna III (1350 p.n.e.)
- Szattiwaza (1350–1320 p.n.e.)
- Szattuara I (1320–1300 p.n.e.)
- Wasaszatta (1300–1280 p.n.e.)
- Szattuara II (1280–1270 p.n.e.)
- Ariteszub (XII wiek p.n.e.)